# Fotoenvejecimiento
El fotoenvejecimiento o dermatoheliosis es un término utilizado para los cambios característicos en la piel inducidos por la exposición crónica a los rayos UVA y UVB. La tretinoína es el retinoide mejor estudiado en el tratamiento del fotoenvejecimiento.
El deterioro de las funciones biológicas y la capacidad de manejar el estrés metabólico es una de las principales consecuencias del proceso de envejecimiento. El envejecimiento es un proceso complejo y progresivo que conduce a cambios funcionales y estéticos en la piel. Este proceso puede resultar tanto de procesos intrínsecos (es decir, determinados genéticamente) como extrínsecos (es decir, factores ambientales). El fotoenvejecimiento se atribuye a la exposición continua y prolongada a la radiación ultravioleta (UV) de aproximadamente 300 a 400 nm, ya sea natural o sintético, sobre una piel intrínsecamente envejecida.

## Efectos de la luz ultravioleta

### Cambios moleculares y genéticos
Los rayos UVB son un mutágeno primario que solo puede penetrar a través de la capa epidérmica (más externa) de la piel, lo que produce mutaciones en el ADN. Estas mutaciones surgen debido a cambios químicos, la formación de dímeros de pirimidina de ciclobutano y fotoproductos formados entre bases de pirimidina adyacentes. Estas mutaciones pueden estar clínicamente relacionadas con signos específicos de fotoenvejecimiento, como arrugas, aumento de la elastina y daños en el colágeno.

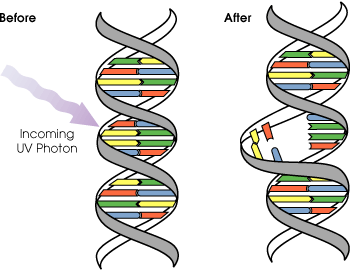
Mutación UV de ADN

La capa epidérmica no contiene vasos sanguíneos ni terminaciones nerviosas, pero los melanocitos y las células basales están incrustados en esta capa. Al exponerse a los rayos UVB, los melanocitos producirán melanina, un pigmento que le da a la piel su tono de color. Sin embargo, los rayos UVB causarán la formación de pecas y manchas oscuras, los cuales son síntomas de fotoenvejecimiento. Con la exposición constante a los rayos UVB, pueden aparecer signos de fotoenvejecimiento y pueden desarrollarse lesiones precancerosas o cáncer de piel.
Los rayos UVA pueden penetrar más profundamente en la piel en comparación con los rayos UVB. Por lo tanto, además de la capa epidérmica, también se dañará la capa dérmica. La dermis es la segunda capa principal de la piel y comprende colágeno, elastina y matriz extrafibrilar que proporciona soporte estructural a la piel. Sin embargo, con la exposición constante a los rayos UVA, el tamaño de la capa de la dermis se reducirá, lo que provocará que la epidermis comience a desprenderse del cuerpo. Debido a la presencia de vasos sanguíneos en la dermis, los rayos UVA pueden provocar vasos sanguíneos dilatados o rotos, que son más comúnmente visibles en la nariz y las mejillas. Los rayos UVA también pueden dañar el ADN indirectamente a través de la generación de especies reactivas de oxígeno (ROS), que incluyen el anión superóxido, el peróxido y el oxígeno singulete. Estas ROS dañan el ADN celular, así como los lípidos y las proteínas.

### Pigmentación
La exposición a los rayos UV también puede provocar inflamación y vasodilatación, que se manifiesta clínicamente como quemaduras solares . La radiación UV activa el factor de transcripción, NF-κB, que es el primer paso en la inflamación. La activación de NF-κB da como resultado el aumento de citoquinas proinflamatorias, por ejemplo: interleuquina 1 (IL-1), factor de crecimiento endotelial vascular IL-6 y factor de necrosis tumoral (TNF-α). Esto luego atrae a los neutrófilos que conducen a un aumento del daño oxidativo a través de la generación de radicales libres.
Además, la radiación UV provocaría la regulación negativa de un inhibidor de la angiogénesis, la trombospondina-1, y la regulación positiva de un activador de la angiogénesis, que es el factor de crecimiento de células endoteliales derivado de plaquetas, en los queratinocitos . Estos mejoran la angiogénesis y ayudan en el crecimiento de neoplasiass inducidas por UV.

### Inmunosupresión
Se ha informado que la radiación ultravioleta conduce a la inmunosupresión local y sistémica, debido al daño del ADN y la expresión alterada de citocinas. Esto tiene implicaciones en la vigilancia de tumores cutáneos. Las células de Langerhans pueden sufrir cambios en cantidad, morfología y función debido a la exposición a los rayos UV y eventualmente pueden agotarse. Una explicación propuesta para esta inmunosupresión es que el cuerpo intenta suprimir una respuesta autoinmune a los productos inflamatorios que resultan del daño de los rayos UV.

### Degradación del colágeno
La exposición a los rayos UV también conduciría a la activación de los receptores del factor de crecimiento epidérmico, IL-1 y TNF-α en los queratinocitos y fibroblastos, que luego activan las quinasas de señalización en toda la piel a través de un mecanismo desconocido. La proteína activadora del factor de transcripción nuclear, AP-1, que controla la transcripción de las metaloproteinasas de matriz (MMP), se expresa y activa. MMP-1 es una de las principales metaloproteinasas para la degradación del colágeno. Todo este proceso se ve favorecido por la presencia de especies reactivas de oxígeno que inhiben las proteínas tirosina fosfatasas a través de la oxidación, lo que da como resultado la regulación positiva de los receptores mencionados anteriormente. Otro factor de transcripción NF-κB, que también se activa con la luz ultravioleta, también aumenta la expresión de MMP-9.
La regulación positiva de MMP puede ocurrir incluso después de una exposición mínima a los rayos UV, por lo tanto, la exposición a la radiación UV que es inadecuada para causar quemaduras solares puede facilitar la degradación del colágeno de la piel y conducir presumiblemente a un eventual fotoenvejecimiento. Así, la producción de colágeno se reduce en la piel fotoenvejecida debido al proceso de degradación constante del colágeno mediado por las MMP.
Además, la presencia de colágeno dañado también regularía a la baja la síntesis de colágeno nuevo. La propagación y unión deterioradas de los fibroblastos en el colágeno degradado podría ser uno de los factores que contribuyen a la inhibición de la síntesis de colágeno.

### Ácidos retinoicos y fotodaño
La radiación UV disminuye la expresión tanto de los receptores del ácido retinoico como de los receptores del retinoide X en la piel humana, lo que da como resultado una pérdida completa de la inducción de genes sensibles a la AR. También conduce a un aumento en la actividad de la vía AP-1, aumentando la actividad de MMP y, por lo tanto, resultando en una deficiencia funcional de vitamina A en la piel.

## Signos, síntomas e histopatología
Los primeros síntomas del fotoenvejecimiento:
- La despigmentación, la formación de arrugas y otros síntomas aparecen alrededor de las regiones de la piel comúnmente expuestas al sol, principalmente los ojos, la boca y la frente.[9] Los labios pueden verse afectados.[9] En las mujeres canadienses, la parte superior del pecho suele verse afectada.[9]
- Arañas vasculares en cara y cuello
- Pérdida de color y plenitud en los labios.

Síntomas del fotoenvejecimiento atribuidos a la exposición prolongada a los rayos UV:
- Las arrugas se profundizan y las líneas del ceño fruncido se pueden ver incluso cuando no se frunce el ceño.
- Telangiectasias (arañas vasculares) que se observan con mayor frecuencia alrededor de la nariz, las mejillas y el mentón.
- La piel se vuelve coriácea y se produce laxitud.
- Los léntigos solares (manchas de la edad) aparecen en la cara y las manos.
- Posiblemente, aparecen manchas rojas y escamosas precancerosas (queratosis actínicas).
- Tumores malignos cutáneos

Además de los síntomas anteriores, el fotoenvejecimiento también puede resultar en una maduración ordenada de los queratinocitos y un aumento en la población celular de la dermis donde es abundante; se encuentran fibroblastos hiperplásicos, alargados y colapsados e infiltrados inflamatorios.
El fotodaño también se puede caracterizar como una desorganización de las fibrillas de colágeno que constituyen la mayor parte del tejido conectivo y la acumulación de material anormal, amorfo y que contiene elastina, una condición conocida como elastosis actínica.

## Mecanismos de defensa
Los mecanismos de defensa endógenos brindan protección a la piel contra los daños inducidos por los rayos UV.

### Espesor epidérmico
La exposición a los rayos UV, que conduciría a un aumento en el grosor de la epidermis, podría ayudar a proteger de más daños por rayos UV.

### Pigmento
En muchos casos que las personas más claras que tienen menos pigmento de melanina muestran más fotodaño en el ADN dérmico, neutrófilos infiltrantes, activación de queratinocitos, expresión de IL-10 y aumento de MMP después de la exposición a los rayos UV. La distribución de la melanina brinda protección contra las quemaduras solares, el fotoenvejecimiento y la carcinogénesis al absorber y dispersar los rayos UV, cubriendo las capas inferiores de la piel y protegiéndolas de la radiación.

### Reparación de mutación de ADN y apoptosis.
El daño del ADN debido a la exposición a los rayos UV conducirá a la expresión de p53, lo que conducirá finalmente a la detención del ciclo celular. Esto permite la reparación del ADN mediada por mecanismos endógenos como el sistema de reparación por escisión de nucleótidos. Además, se produce apoptosis si el daño es demasiado grave. Sin embargo, los mecanismos apoptóticos disminuyen con la edad, y si no se produce el mecanismo de reparación del ADN ni la apoptosis, puede producirse una tumorigénesis cutánea.

### Inhibidores tisulares de MMP (TIMP)
Los TIMP regulan la actividad de MMP. Muchos estudios han demostrado que los rayos UV inducirían TIMP-1.

### Antioxidantes
La piel contiene varios antioxidantes, que incluyen vitamina E, coenzima Q10, ascorbato, carotenoides, superóxido dismutasa, catalasa y glutatión peroxidasa. Estos antioxidantes brindan protección contra las especies reactivas de oxígeno producidas durante el metabolismo celular normal. Sin embargo, la sobreexposición a los rayos UV puede conducir a una reducción significativa en el suministro de antioxidantes, lo que aumenta el estrés oxidativo. Por lo tanto, estos antioxidantes son esenciales en el mecanismo de defensa de la piel contra la radiación UV y la fotocarcinogénesis.

## Tratamiento
El tratamiento y la intervención para el fotoenvejecimiento se pueden clasificar en un paradigma único basado en la prevención de enfermedades.

### Prevención primaria
La prevención primaria tiene como objetivo reducir los factores de riesgo antes de que ocurra una enfermedad o condición.
La protección solar es la forma más eficaz de prevención primaria del fotoenvejecimiento. Los principales métodos de protección solar son los productos de protección solar, la ropa de protección solar y la reducción de la exposición al sol, especialmente durante las horas pico de sol (10:00 a. m. a 4:00 p. m. en las estaciones de primavera y verano). Los productos de protección solar de amplio espectro brindan una cobertura óptima para la protección contra el daño de los rayos UV porque protegen contra ambos tipos de rayos UVA (UVA1 y UVA2) junto con los rayos UVB. Los métodos de aplicación adecuados y el momento adecuado son factores importantes en el uso adecuado del protector solar. Esto incluye el empleo de una cantidad adecuada de protector solar, la aplicación del protector solar antes de la exposición al sol y la reaplicación constante (especialmente después de la exposición al agua o al sudor).

### Protección secundaria
La protección secundaria se refiere a la detección temprana de la enfermedad, potencialmente mientras aún es asintomática, para permitir una interferencia positiva para prevenir, retrasar o atenuar la condición clínica sintomática. Esto incluye lo siguiente: retinoides (por ejemplo, tretinoína), antioxidantes (por ejemplo, vitamina C tópica, suplementos orales, CoQ10, ácido lipoico), estrógenos, factores de crecimiento y citocinas.
Hay varias formas de retinoides tópicos. Los dermatólogos consideran ampliamente que la tretinoína, un retinoide, es el tratamiento más eficaz para el fotoenvejecimiento debido a la evidencia consistente de varios ensayos clínicos aleatorios. Los retinoides son derivados de la vitamina A que se unen a los receptores de ácido retinoico (RAR) y a los receptores de retinoide X (RXR). La unión a estos receptores induce una cascada de procesos celulares que finalmente conducen a una mayor producción de colágeno y engrosamiento epidérmico, lo que reduce la apariencia de flacidez y arrugas en la piel. La tretinoína también es eficaz para el tratamiento del acné. El adapaleno y el tazaroteno también son retinoides sintéticos de tercera generación que se utilizan para el tratamiento del acné. El adapaleno no ha sido ampliamente estudiado ni probado para su uso en el fotoenvejecimiento. Sin embargo, se ha empleado fuera de etiqueta para ese propósito. El tazaroteno ha demostrado ser eficaz en el tratamiento del fotoenvejecimiento. Los derivados de retinoides, conocidos como retinol y retinal, se usan a menudo en productos cosméticos de venta libre con fines antienvejecimiento. La forma de retinol y retinal se metaboliza en la piel a ácido retinoico, que luego puede actuar sobre los RAR y RXR. Estos productos se consideran cosméticos en lugar de medicamentos debido a su falta de regulación y no han sido ampliamente estudiados. Además, la tretinoína es la más estudiada y consistente en su eficacia en el tratamiento del fotoenvejecimiento.

### Prevención terciaria
Por último, la prevención terciaria es el tratamiento de un proceso patológico sintomático existente para mejorar sus efectos o retrasar su progreso. Dicha prevención terciaria incluye el uso de exfoliaciones químicas, técnicas de rejuvenecimiento (por ejemplo, microdermoabrasión), rejuvenecimiento con láser ablativo o no ablativo, tecnología de radiofrecuencia, aumento de tejidos blandos (también conocidos como rellenos) y toxinas botulínicas. Los procedimientos de fotorejuvenecimiento son realizados por dermatólogos para reducir los síntomas visibles. Cada una de estas modalidades de tratamiento tiene preocupaciones principales que abordan. Por ejemplo, las inyecciones de botulismo paralizan los músculos faciales. Esto previene la contracción muscular y la posterior formación de arrugas. Los rellenos inyectables a menudo se usan en el pliegue nasolabial para aumentar el volumen y minimizar la apariencia de flacidez o arrugas.